# 廷迪瓦纳姆
廷迪瓦纳姆（英語：Tindivanam），是印度泰米尔纳德邦Viluppuram县的一个城镇。总人口67826（2001年）。

## 人口
该地2001年总人口67826人，其中男性34138人，女性33688人；0—6岁人口7296人，其中男3674人，女3622人；识字率75.62%，其中男性为81.15%，女性为70.02%。